# Gustau II Adolf
Gustau II Adolf (suec: Gustav II Adolf)  (palau reial d'Estocolm, 9 de desembre de 1594 (Julià) - Lützen, 6 de novembre de 1632 (Julià)) fou rei de Suècia des de 1611 fins a 1632. Va consolidar el domini suec al Bàltic i desfavorable a que l'hegemonia catòlica s'instal·lés al nord d'Alemanya va defensar la causa protestant contra els Habsburg.
Després de la guerra entre Polònia i Suècia els anys 1600-1611, l'Imperi suec i el Tsarat Rus entre 1610 i 1617 van lluitar la Guerra d'Íngria per l'intent de posar un duc suec al capdavant del tron rus i va acabar amb la incorporació a Suècia dels territoris russos d'Íngria i de Carèlia oriental pel Tractat de Stolbovo i va ser una de les bases per a la formació de l'Imperi Suec.
Un cop fetes les paus, Gustau II Adolf va voler treure pressió polonesa sobre Rússia en un moment en què la Confederació de Polònia i Lituània lluitava contra el Kanat de Crimea i l'Imperi Otomà i va voler disputar a Segimon III Vasa la Livònia i Estònia i tancar la reclamació de Segimon al tron suec. Els suecs van ocupar la major part de la costa de Livònia però fou recuperada pels confederats, i el setembre de 1618 es va signar una treva, que va tenir una validesa de dos anys, fins al novembre de 1620, quan va esclatar una nova guerra que va durar fins al 1625 i que va començar amb la invasió sueca de Livònia. Les forces sueques van aconseguir prendre Riga després d'un setge. La Confederació, centrada en la guerra amb l'Imperi Otomà, no va poder enviar forces importants per aturar Gustau Adolf, i va signar una treva favorable a Suècia. La Confederació va cedir Livònia al nord del riu Dvina i només va mantenir el control nominal sobre Riga. La nova treva de Mitawa es va signar i va durar des del novembre de 1622 fins al març de 1625.
Gustau II Adolf va envair Polònia el 1626 per aconseguir el control de Livònia i renunciar a la pretensió de Segimon sobre la corona sueca. Segimon, ja en edat avançada, seguia ambicionant apoderar-se de Suècia donant a Gustau Adolf un casus belli raonable i una justificació per a la guerra. Encara que l'exèrcit polonès havia aconseguit grans victòries en les batalles anteriors contra Suècia, especialment a la batalla de Kircholm el 1605, el final va resultar catastròfic. Encara que Polònia va sortir victoriosa a la batalla de Trzciana, l'esgotat Segimon va acceptar la tractat d'Altmark el 26 de setembre de 1629 que va concedir a Suècia el control de Livònia, encara que Prússia, Letgàlia i Daugavpils romanien sota govern polonès.
Amb la mirada posada en Pomerània pel Tractat de Bärwald de 1631 es va comprometre a intervenir a Alemanya a canvi que França pagués 400.000 corones anuals, i també es va concloure un tractat secret entre França i Baviera per garantir mútuament les seves possessions al Rin. Els suecs havien de respectar la fe catòlica i la independència de Baviera.
A finals de gener, Gustau II Adolf va envair Pomerània i Mecklenburg participant en la Guerra dels Trenta Anys, en la qual va vèncer els Habsburg a les batalles de Breitenfeld (1631) i Lützen (1632), tot i morir en aquesta darrera. Els prínceps alemanys estan molt afectats econòmicament i l'emperador els va demanar més diners per a l'exèrcit, la guerra i el suport a l'Edicte de Restitució, i aconseguí mantenir l'edicte però no diners per l'exèrcit, i el pressupost d'Albrecht von Wallenstein quedà reduït a una quarta part. La intervenció de sueca va fer que l'emperador s'espantés i cregués que havia de rebaixar la tensió. Gustau Adolf va conquerir gran part del nord i centre d'Alemanya i continuà avançant cap al sud empenyent els imperials i la Lliga Catòlica a Westfàlia, Baviera i Àustria. Entre 1632 i 1635 Baviera queda ocupada pels suecs, que intenten un acostament a Viena però no arriben a assetjar-la mentre la causa imperial està realment molt tocada, sobretot per la guerra als Països Baixos. Els imperials comandats per Wallenstein envairen Saxònia i Gustau II Adolf mor en la batalla de Lützen

## Estratega
Gustau II Adolf va refinar la distribució del batalló, que Maurici de Nassau, durant la guerra dels Vuitanta Anys va desenvolupar per contrarestar el terç. L'establiria en 4 companyies de 100 homes, dues de mosqueters i dues de piquers, fent un total de 400 homes distribuïts en sis files. Els mosqueters se situen en els dos flancs i els piquers, amb armes curtes i ofensives, en el centre. La descàrrega conjunta era de dues files. Aquesta tàctica va esdevenir habitual fins al la dècada de 1680, i requeria disciplina i uns homes ben entrenats en carregar i disparar ràpidament per mantenir la potència de foc mentre s'avança mentre altres batallons flanquejaven l'enemic.
Gustau va abandonar tàctica de la caracole per la càrrega de cavalleria, en què l'esquadró galopava a màxima velocitat i en una formació molt tancada, estrep contra estrep, en direcció a una posició on es percebia una feblesa de la línia enemiga, a prop de l'enemic es les primeres files disparaven les pistoles i a continuació s'usaven les espases per penetrar la línia i trencar la cohesió dels defensors, creant el pànic. El punt feble de la maniobra era el reagrupament de la formació, i era habitual que després de la càrrega, la cavalleria abandonés el camp de batalla.
Les noves tàctiques sueques van permetre una línia més llarga, més potència de foc, mobilitat, i disparar des de més direccions, canviant el caràcter de la forma de combatre europea, de defensiva a ofensiva.